# Vic Crowe
Victor Herbert Crowe, plus connu sous le nom de Vic Crowe (né le 31 janvier 1932 à Abercynon au Pays de Galles et mort le 21 janvier 2009 à Sutton Coldfield en Angleterre) est un joueur de football international gallois, qui évoluait au poste de milieu de terrain, avant de devenir ensuite entraîneur.

## Biographie

### Carrière de joueur

#### Carrière en club
Avec le club d'Aston Villa, il remporte une Coupe d'Angleterre et une Coupe de la Ligue.

#### Carrière en sélection
Avec l'équipe du Pays de Galles, il joue 16 matchs (pour aucun but inscrit) entre 1958 et 1962. 
Il joue son premier match en équipe nationale le 26 novembre 1958 contre l'Angleterre, et son dernier le 7 novembre 1962 contre la Hongrie. Il porte à six reprises le brassard de capitaine.
Il figure dans le groupe des sélectionnés lors de la Coupe du monde de 1958, sans jouer de matchs lors de cette compétition.

## Palmarès

### Palmarès de joueur
| Aston Villa \| - Coupe d'Angleterre (1) : - Vainqueur : 1956-57. - Coupe de la Ligue anglaise (1) : - Vainqueur : 1960-61. - Finaliste : 1962-63. \| \| - Community Shield : - Finaliste : 1957. - Championnat d'Angleterre D2 (1) : - Champion : 1959-60. \| |  | Atlanta Chiefs - North American Soccer League (1) : - Champion : 1968.                             |
| - Coupe d'Angleterre (1) : - Vainqueur : 1956-57. - Coupe de la Ligue anglaise (1) : - Vainqueur : 1960-61. - Finaliste : 1962-63. |  | - Community Shield : - Finaliste : 1957. - Championnat d'Angleterre D2 (1) : - Champion : 1959-60. |

### Palmarès d'entraineur
| Aston Villa \| - Coupe de la Ligue anglaise : - Finaliste : 1970-71. - Community Shield : - Finaliste : 1971. \| \| - Championnat d'Angleterre D3 (1) : - Champion : 1971-72. \| |  | Portland Timbers - North American Soccer League (1) : - Champion : 1975. |
| - Coupe de la Ligue anglaise : - Finaliste : 1970-71. - Community Shield : - Finaliste : 1971.                                                                                   |  | - Championnat d'Angleterre D3 (1) : - Champion : 1971-72.                |